# Цитариновые
Цитариновые (лат. Citharinidae) — семейство пресноводных лучепёрых рыб из подотряда цитариновидных отряда хараксообразных. Распространены в Африке.

## Описание
Тело высокое, сжато с боков, покрыто циклоидной чешуёй у представителей родов Citharinus и Citharinops, у Citharidium чешуя ктеноидная.
Верхнечелюстная кость редуцирована, на ней отсутствуют зубы. Спинной плавник относительно длинный и высокий с 16—24 мягкими ветвистыми лучами. В анальном плавнике 19—31 мягких лучей. Максимальная длина тела 84 см у Citharinops distichodoides.

## Классификация
- Род Citharidium Boulenger, 1902 — Цитаридиумы[4]
  - Citharidium ansorgii Boulenger, 1902 — Цитаридиум Ансорги
- Род Citharinops Daget, 1962
  - Citharinops distichodoides (Pellegrin, 1919)
- Род Citharinus Cuvier, 1816 — Цитарины
  - Citharinus citharus E. Geoffroy, 1809 —  Обыкновенная цитарина
  - Citharinus congicus Boulenger, 1897
  - Citharinus distichodoides Pellegrin, 1919
  - Citharinus eburneensis Daget, 1962
  - Citharinus gibbosus Boulenger, 1899
  - Citharinus latus Müller & Troschel, 1845
  - Citharinus macrolepis Boulenger, 1899